# Shipton Bellinger
Shipton Bellinger est une paroisse civile et un village du Hampshire, en Angleterre.